# 自動車損害賠償責任保険

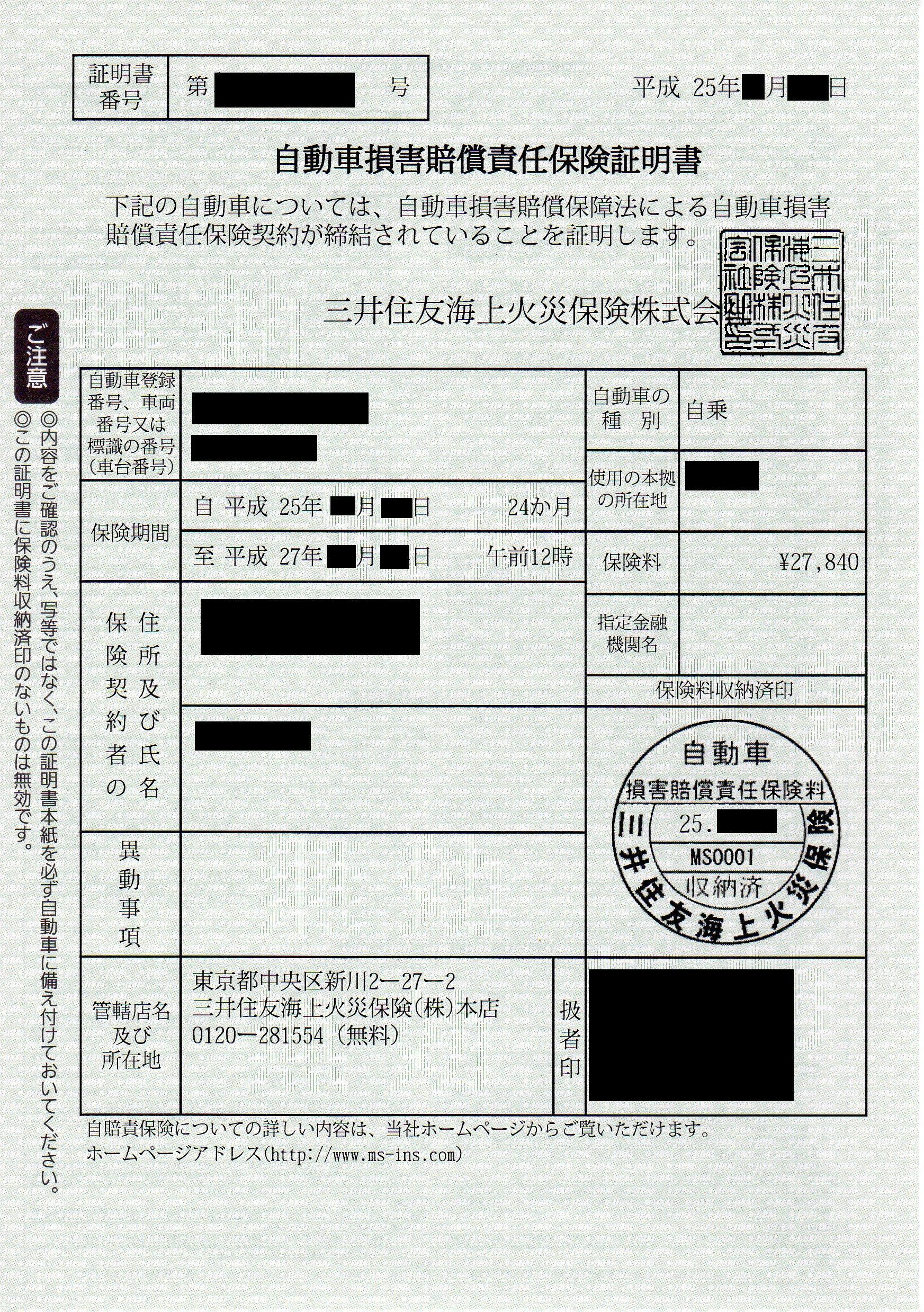
自動車損害賠償責任保険証明書

自動車損害賠償責任保険（じどうしゃそんがいばいしょうせきにんほけん）とは、自動車損害賠償保障法によって、自動車および原動機付自転車を使用する際、全ての車の所有者に加入が義務づけられている損害保険である。略称自賠責保険（じばいせきほけん）。公道で走行する際に、加入が義務付けられていることから、俗に「強制保険」といわれる。
なお、農業協同組合・消費生活協同組合・中小企業等協同組合が共済として扱う自動車損害賠償責任共済も存在するが、制度区分を除けば概ね同じ制度であり、以下では自動車損害賠償責任保険と合わせて単に「〜保険」のように記述する。

## 概要
自賠責保険は、自動車損害賠償保障法が施行された1955年（昭和30年）に、「交通事故が発生した場合の被害者の補償」を目的として開始された対人保険制度である。
あらかじめ全ての自動車保有者が自賠責保険に加入することで、交通事故の被害者は「被害者請求制度」を使い、加害者を介さずに「最低限の損害賠償金」を直接受け取ることができる。
自賠責保険の支払いは、国土交通大臣および金融庁長官が定めた支払基準に基づいて画一的に定められることになっている。ただし、裁判所は、この支払基準に拘束されないため、交通事故の被害者が民事訴訟手続により自賠責保険の請求を行った場合は、自賠責の保険金額を上限として、いわゆる「裁判基準」により支払額を定めることになる。
その代わり自賠責保険においては、交通事故により負傷した者は、自動車保有者及び運転者に過失が無い場合を除き、過失割合にかかわらず被害者として扱われ、相手側の自賠責保険から保険金が支払われる。ただし、過失割合が70 %以上の場合は重過失減額として、過失割合に応じて一定の割合の減額が適用される（#重過失減額参照）。また、「最低限の補償」の確保を目的としているので、保険金の限度額（上限）は被害者1人につき死亡3,000万円まで・後遺障害は段階に応じて、75万円から最大3,000万円（介護を要する重度の後遺障害は4,000万円まで）・傷害120万円までとなる。
また、自賠責保険では、自賠責保険契約が付保された車両について、運行供用者（自己のために自動車を運行の用に供する者）および運転者（他人のために自動車の運転又は運転の補助に従事する者）に該当する者が死傷した場合には、保険金の支払いは行われない。
自賠責保険は人身損害に関する損害賠償を保障するものであるから、死傷者のいない物損事故のみの事故の場合には自賠責保険からの支払いは行われず、車両や建築物、鉄道車両などが破損した分についても一切支払いは行われない。そのため多くの自動車所有者は、自賠責保険における補償額の少なさを補い、かつ自損事故や物損事故にも対応できるよう、任意保険（自動車保険）にも別途加入することが一般的になっている。
自動車検査登録制度（車検）のある自動車や、排気量250 ccを超えるオートバイの場合は、継続検査の際、新しく交付される自動車検査証（車検証）の有効期間を満たす自動車損害賠償保険証明書を提示しなければ、自動車検査証の有効期間の更新はできない。しかし、車検のない原動機付自転車を含む250 cc以下のオートバイは、契約期間を1年から最長5年までの期間で任意に契約でき、コンビニエンスストアや郵便局でも加入や更新手続きができる場合もあり、契約期間を長くすれば1年あたりの単価が割安になる。車両を廃車・ナンバープレートを返還した際は、契約者の申請により自賠責保険の掛金が返金される。
なお、自動車損害賠償保障法第10条と同法施行令第1条の2の規定により、自衛隊（道路運送車両法が適用されない車両に限る）・国連軍・在日米軍の車両には、自賠責保険の付保は要しない。外交官については、自動車損害賠償保障法上の明文規定はないが、外交特権により適用がない。ただし、外務省は外交官ナンバーの発給の際に、任意保険の加入を義務付けているため、保障の問題はない。また、先述の通り、農耕作業の用に供することを目的として製作した小型特殊自動車は加入できない。
検査対象外軽自動車、原動機付自転車及び締約国登録自動車など、自動車検査登録制度のない車両は、自賠責保険に加入すると、保険会社から「保険標章」と呼ばれる自賠責保険の満了年月を記したステッカーが交付される。これらの車両には、保険標章の貼り付けが義務付けられており、貼り付けられていない場合は公道の走行が認められない。保険標章を貼り付ける位置は、自動車がフロントガラス、オートバイがナンバープレートとなっている。
自賠責保険に加入しないまま、自動車や原動機付自転車を運行させた場合は『無保険運行』となり、1年以下の拘禁刑又は50万円以下の罰金に処せられるほか、道路交通法上の違反点数6点が加算され、即運転免許証停止の行政処分になる（ただし過失の場合はその限りではない）。

### 運営・料率
自賠責保険・共済は、各保険会社や協同組合に加入することとなるが、保険金額は政令で定められ、支払い基準も国土交通大臣及び内閣総理大臣が定めることになっている、自賠責の契約申し込みは拒否できないなど、契約した会社によらず、日本国政府（国土交通省）で定めた契約内容が適用されることとなる。自賠責事業による剰余金は特別会計でプールされ、自賠責を扱う損害保険会社などの間で分配される。
保険料率についても、「能率的な経営の下における適正な原価を償う範囲内で、できる限り低いもの」として、損害保険料率算出機構が算出する料率も通常の範囲料率ではなく、固定の値となっている。なお、具体的な料率は車種・契約期間だけでなく、一般の車両については本土・離島・沖縄県・沖縄県の離島の別によって、タクシー・ハイヤーは、さらに細かな地域ごとに料率が異なっている。

### 保障

#### 重過失減額
交通事故において被害者に過失がある場合であっても、一定の過失割合までは減額を認めず、損害に対する保険金は100 %支払われる。ただし、過失割合が70 %かそれ以上となる場合は重過失減額とし、下記に応じて保険金の支払いがなされる。なお、被害者の過失割合が100 %と認定される場合は「加害者に責任なし」として、自賠責保険からの保険金支払いはなされない。
| 過失割合 | 死亡・後遺障害に関する保険金 | 傷害に関する保険金 |
| -------- | ---------------------------- | ------------------ |
| 70 %未満 | 減額なし                     | 減額なし           |
| 70 %以上 | 20%減額                      | 20%減額            |
| 80 %以上 | 30%減額                      | 20%減額            |
| 90 %以上 | 50%減額                      | 20%減額            |
| 100 %    | 支払いなし（無責）           | 支払いなし（無責） |

なお、減額適用にあたっては、各損害種別（傷害損•後遺障害損•死亡損）毎に、損害額が限度額を超過する場合には限度額に対して減額が適用され、損害額が限度額に達していない場合には損害額に対して減額が適用される。

## 制度の経緯

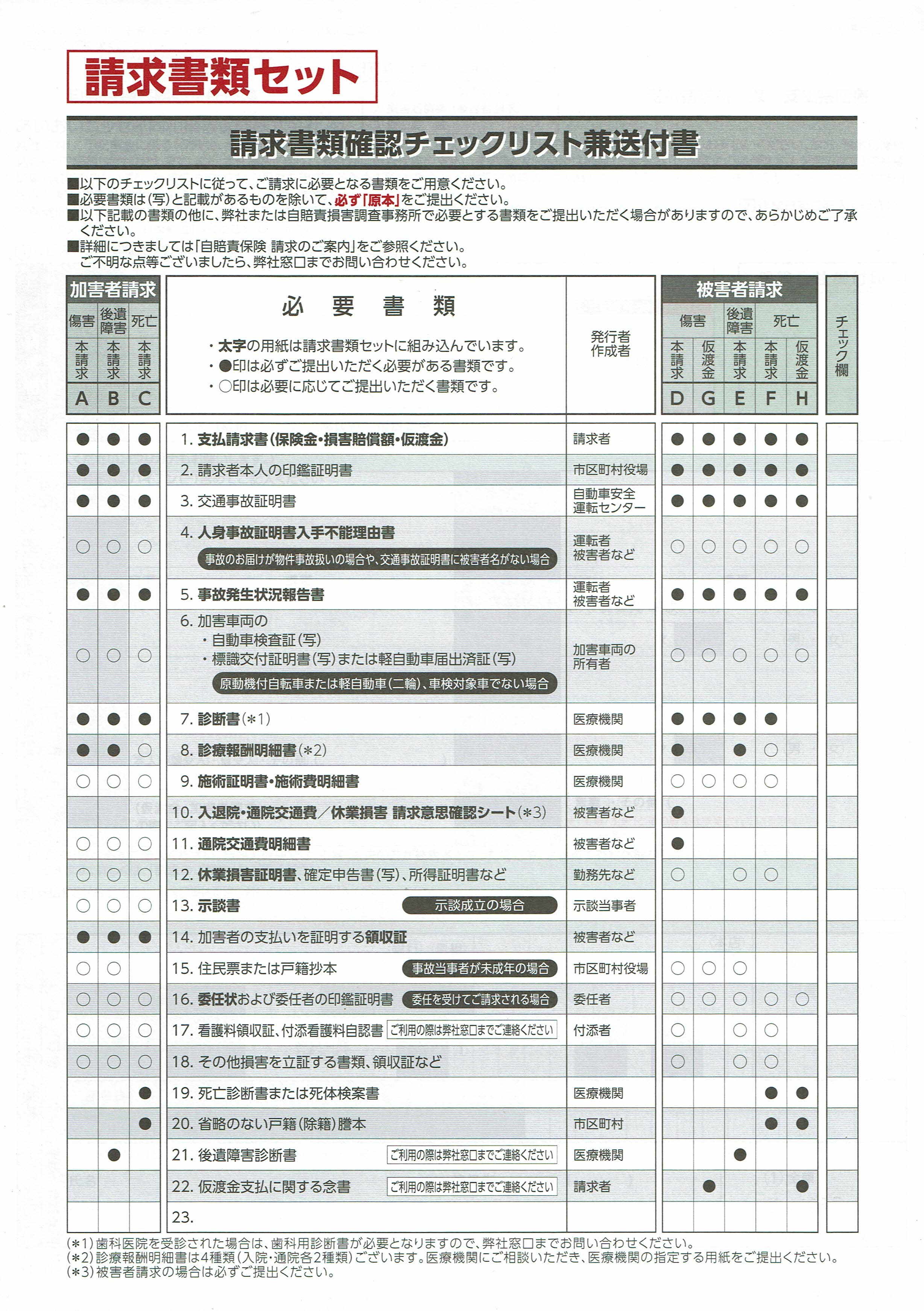
所定申告書類の概要（2023年）

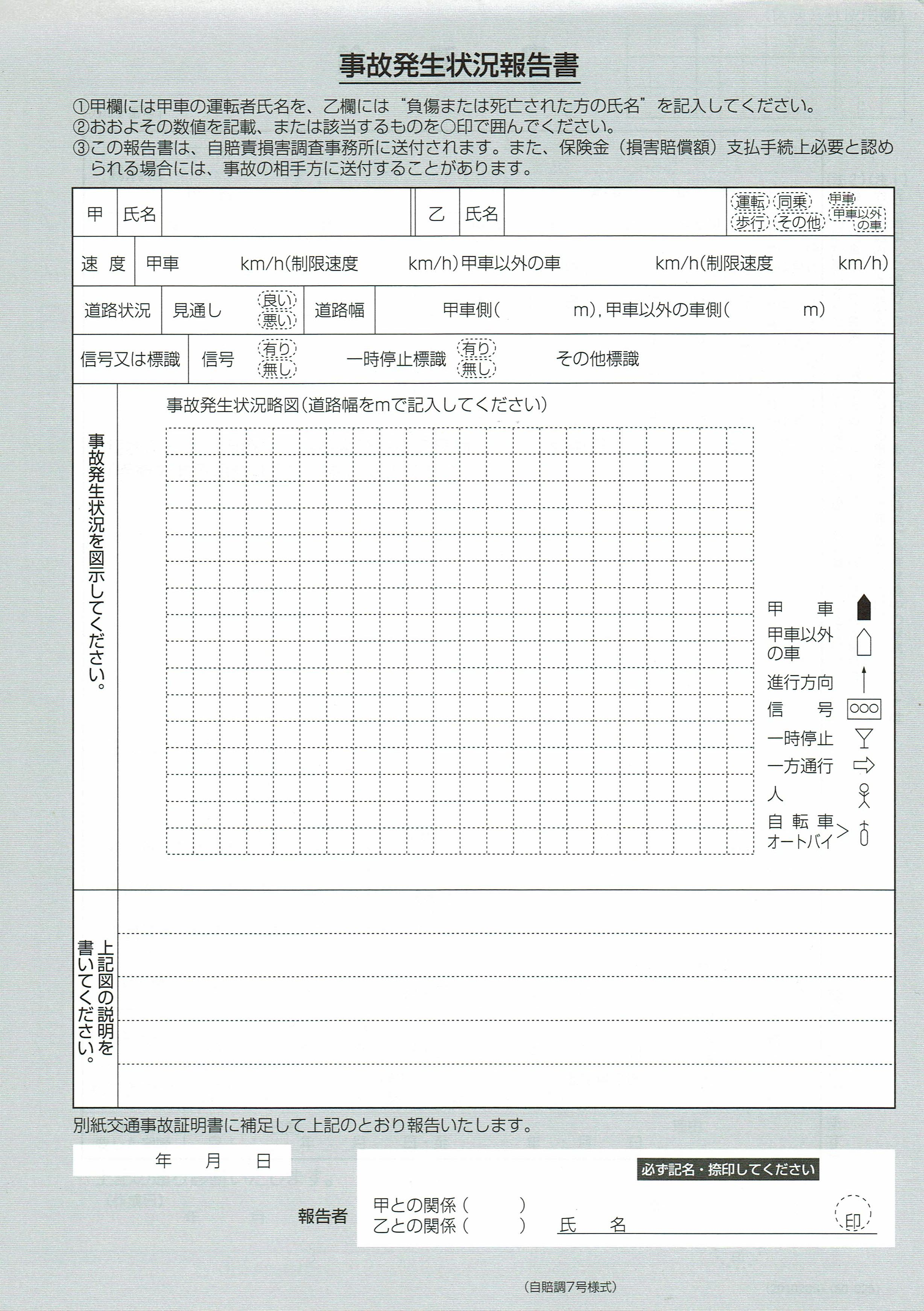
事故発生状況報告書（2023年）

- 1900年（明治33年） - 旧保険業法が施行。
- 1917年（大正06年） - 大日本聯合火災保険協会（日本損害保険協会の前身）が設立。
- 1939年（昭和14年） - 旧保険業法の全部改正。
- 1941年（昭和16年） - 大日本聯合火災保険協会、日本海上保険協会、船舶保険協同会が併合し、旧日本損害保険協会が設立。
- 1942年（昭和17年）4月17日 - 金融統制団体令（勅令）に基づき旧日本損害保険協会が改称し改めて内地、台湾、樺太を一円とする損害保険統制会（会長は日本銀行総裁）が設立[11][12]。
- 1945年（昭和20年）10月24日 - 金融統制団体令が廃止され損害保険統制会が解散。
- 1946年（昭和21年） - 日本損害保険協会が設立。
- 1948年（昭和23年） - 日本損害保険協会の社団法人化。損害保険料率算出団体に関する法律により、損害保険料率算定会が設立。
- 1951年（昭和26年） - 旧保険業法改正により保険カルテルが独占禁止法の適用除外対象となる。
- 1955年（昭和30年）12月1日 - 自動車損害賠償保障法及び自動車損害賠償保障法施行令、自動車損害賠償保障法施行規則、自動車損害賠償保障事業賦課金等の金額を定める政令が施行[13]。
- 1956年（昭和31年）2月 - 保険契約義務化。
- 1962年（昭和37年）8月1日 - 検査証、検査標章の交付時の保険証提示義務化。
- 1964年（昭和39年） - 損害保険料率算定会から自動車保険料率算定会が分離・独立。
- 1970年（昭和45年）10月1日 - 死亡事故追加保険料制度創設。
- 1974年（昭和49年） - 交通事故裁定委員会が設立。
- 1978年（昭和53年） - 交通事故裁定委員会が総理府所管「財団法人交通事故紛争処理センター」と改編。
- 1995年（平成07年）保険業法の全部改正により現行の保険業法が施行。
- 1998年（平成10年） - 保険業法により指定紛争解決機関に指定された日本損害保険協会がそんぽADRセンターを設立、また損害保険料率算出団体に関する法律の改正により損害保険料率算定会・自動車保険料率算定会の損害保険基準料率算出事業が独占禁止法の適用除外対象となる。
- 2001年（平成13年）12月21日 - 自動車損害賠償責任保険の保険金等及び自動車損害賠償責任共済の共済金等の支払の適正化のための措置に関する命令が公布（2002年4月1日施行）[14]。
- 2002年（平成14年）4月1日 - 政府再保険制度廃止、死亡事故追加保険料制度廃止、自動車保険料率算定会と損害保険料率算定会が再統合し損害保険料率算出機構が設立。また自動車損害賠償保障法が改正、賠償責任保険普通保険約款が改訂され、内閣府、国土交通省と金融庁が所管する裁判外紛争処理機関として一般財団法人自賠責保険・共済紛争処理機構が指定[注釈 9]。同機関の認定内容の優先が義務となり、この認定に対する不服の申立ては訴訟提起によることとなった。
- 2003年（平成15年）4月1日 - 自賠責保険・共済紛争処理機構が自動車事故による相談事業を開始し一般財団法人化。
- 2008年（平成20年） - 財務省が自動車損害賠償保障事業特別会計を自動車安全特別会計に統合。
- 2012年（平成24年）4月1日 - 財団法人交通事故紛争処理センターが公益法人化。

## 政府保障事業
政府保障事業は自賠責保険を補完する国の事業で、正式名称は「自動車損害賠償保障事業」である。加害者を特定できないひき逃げ事故や、加害車両が無保険車であった場合には、被害者が自賠責保険による損害賠償を加害者から受けられないため、自動車損害賠償保障法に基づき政府が自賠責保険の支払基準に準じた損害額を被害者に支払う。政府が損害賠償金を立替払いしているに過ぎないため、加害者が特定される無保険車事故の場合には、後から政府は立替払いした金額を加害者に請求する。損害保険会社であれば、どこの窓口でも政府保障事業に対する被害者からの請求を受け付けている。

### 賠償金未回収問題
この政府保障事業については、交通事故の加害者が国に対し、立て替えられた賠償金を弁済する義務があるにもかかわらず、加害者が国に弁済されないまま回収されないことが多く、2011年（平成23年）3月末現在での未回収残高が458億円にも及び過去最大となったことが、2011年（平成23年）の会計検査院の指摘によって判明している。会計検査院は国土交通省に対し、無保険車を減らすための対策が不十分であることを指摘している。

## 自賠責制度PRキャラクター
日本損害保険協会が毎年3月に、ポスターや新聞・雑誌広告などで自賠責保険や政府保障事業といった自賠責制度全体の広報活動を行っている。女優やタレントをPRキャラクターに起用することが多いが、オリジナルキャラクターのジバイヌくん（柴犬）やテレビアニメのキャラクターが務めたこともあった。なお、運輸省（現・国土交通省）は毎年9月に同広報活動を実施したことがあった。PRキャラクター（イメージキャラクター）の一覧は下表を参照。
日本損害保険協会が行うPR活動のナンバープレートには250を用いることが多いが、これは排気量250 cc以下のオートバイや原動機付自転車が車検（自動車検査登録制度のこと）の対象とならないため、ナンバープレートに貼られた有効期限の確認を促進するためにこの番号を用いているが、おそ松さんを起用した時は同作のサブキャラクターとして出演したイヤミの語呂合わせ、183が用いられた。
| 年度     | イメージキャラクター | 広報事業者       | 出典                |
| -------- | -------------------- | ---------------- | ------------------- |
| 1994年度 | かとうれいこ         | 運輸省           | [ 要出典 ]          |
| 1995年度 | 持田真樹             | 運輸省           | [ 要出典 ]          |
| 1996年度 | 片山右京             |                  | [ 要出典 ]          |
| 1997年度 | 佐藤藍子             |                  | [ 要出典 ]          |
| 1998年度 |                      |                  |                     |
| 1999年度 |                      |                  |                     |
| 2000年度 |                      |                  |                     |
| 2001年度 |                      |                  |                     |
| 2002年度 | 吉岡美穂             | 日本損害保険協会 | [ PR 7 ]            |
| 2002年度 | 深田恭子             | 国土交通省       | [ 要出典 ]          |
| 2003年度 | 市川由衣             | 日本損害保険協会 | [ PR 8 ]            |
| 2003年度 | 上戸彩               | 国土交通省       | [ 要出典 ]          |
| 2004年度 | 佐藤江梨子           | 日本損害保険協会 | [ PR 9 ]            |
| 2004年度 | 鈴木杏               | 国土交通省       | [ PR 1 ]            |
| 2005年度 | 小池栄子             | 日本損害保険協会 | [ PR 10 ]           |
| 2005年度 | 上野樹里             | 国土交通省       | [ 要出典 ]          |
| 2006年度 | 小林麻央             | 日本損害保険協会 | [ PR 10 ]           |
| 2006年度 | 堀北真希             | 国土交通省       | [ 要出典 ]          |
| 2007年度 | ベッキー             | 日本損害保険協会 | [ PR 11 ]           |
| 2007年度 | 魔裟斗               | 国土交通省       | [ PR 2 ]            |
| 2008年度 | 皆藤愛子             | 日本損害保険協会 | [ PR 12 ] [ PR 13 ] |
| 2009年度 | 倉科カナ             | 日本損害保険協会 | [ PR 14 ] [ PR 15 ] |
| 2010年度 | 広瀬アリス           | 日本損害保険協会 | [ PR 16 ] [ PR 17 ] |
| 2011年度 | 剛力彩芽             | 日本損害保険協会 | [ PR 18 ] [ PR 19 ] |
| 2012年度 | 波瑠                 | 日本損害保険協会 | [ PR 20 ] [ PR 21 ] |
| 2013年度 | 岡本玲               | 日本損害保険協会 | [ PR 22 ] [ PR 23 ] |
| 2014年度 | 北乃きい             | 日本損害保険協会 | [ 要出典 ]          |
| 2015年度 | 志田未来             | 日本損害保険協会 | [ PR 3 ]            |
| 2016年度 | ジバイヌくん（柴犬） | 日本損害保険協会 | [ PR 4 ] [ PR 24 ]  |
| 2017年度 | ジバイヌくん（柴犬） | 日本損害保険協会 | [ PR 25 ] [ PR 26 ] |
| 2018年度 | ガチャピン・ムック   | 日本損害保険協会 | [ PR 27 ] [ PR 28 ] |
| 2019年度 | 宇垣美里             | 日本損害保険協会 | [ PR 29 ] [ PR 30 ] |
| 2020年度 | おそ松さん           | 日本損害保険協会 | [ PR 5 ] [ PR 6 ]   |
| 2021年度 | 伊藤沙莉             | 日本損害保険協会 | [ PR 31 ] [ PR 32 ] |
| 2022年度 | 伊藤沙莉             | 日本損害保険協会 | [ PR 33 ] [ PR 34 ] |
| 2023年度 | 八木莉可子           | 日本損害保険協会 | [ PR 35 ] [ PR 36 ] |

## その他の問題

### 運用益の一般会計化による未返還問題
2017年10月20日の毎日新聞の報道によると、自賠責保険の運用益は、従来は運輸省（現・国土交通省）の特別会計に繰り入れられていたが、1994年に当時の大蔵省（現・財務省）が、国の財政の逼迫を理由として、一般会計に繰り入れた。その後両省は返還に向けて覚書を締結したが、返還期限となっている2000年度を過ぎても未繰り戻しの元本（約4,800億円）と利息分を合わせた6,100億円が返還されておらず、交通事故被害者への補償が滞る虞が指摘された。その後財務省と国土交通省は、特別会計に残った運用益の枯渇を防ぐため一定額の返還を実施することなどを盛り込んだ覚書を、2017年12月18日に締結することになり、これを受け財務省は2003年以来15年ぶりに返還を再開した。
ただし、返済額は財務省が自由に決めており、その後の毎年の返済額が債務総額の約100分の1に留まっている（残高は2022年度末見込みで5,952億円）ことから、返済には現在のペースでは100年かかる。これらの実情から、財務省はまともに返そうとしていないように見える、として批判する意見もある。